# Hillcrest (Queens)

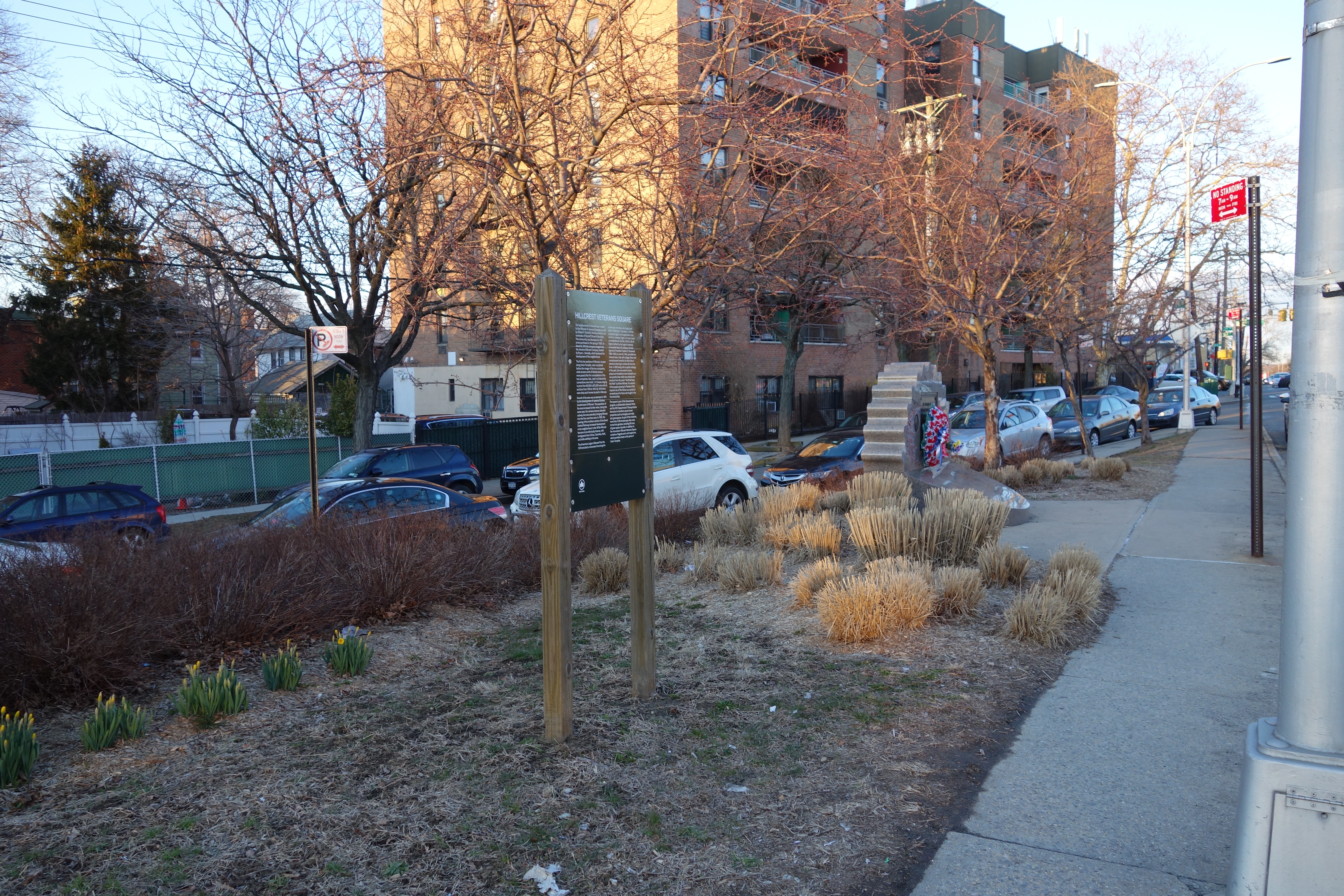
Hillcrest Veterans Square, ein Parkdreieck auf der Nordseite des Union Turnpike an der 162nd Street (nahe der 164th Street) in Hillcrest, Queens.

Hillcrest ist ein Stadtviertel im Zentrum    des Stadtbezirks  Queens, New York City. 
Hillcrest grenzt im Norden an Pomonok und Flushing Heights, im Westen an Utopia und Kew Gardens Hills, im Süden an Jamaica Estates und Jamaica Hills. Die Hauptverkehrsadern Parsons Boulevard und Union Turnpike verlaufen an den Rändern des Viertels, das ansonsten von ruhigen Wohnstraßen geprägt ist.

## Geschichte
Die Geschichte von Hillcrest beginnt im späten 19. Jahrhundert als ländliche Siedlung mit Bauernhöfen und offenen Feldern. Die erhöhte Lage gab dem Viertel seinen Namen: Ursprünglich als „the Crest“, (deutsch: die Krone) bekannt, wurde es 1909 offiziell in Hillcrest umbenannt. Mit dem Wachstum von Queens und der Erschließung neuer Wohngebiete entwickelte sich Hillcrest im 20. Jahrhundert zu einem beliebten Wohnort für Familien und Berufstätige.

## Demografie
Hillcrest bietet erschwinglichen Wohnraum und zieht eine multiethnische Bevölkerung an, darunter viele Familien unterschiedlicher Herkunft. Die Nachbarschaft ist Teil des Community District 8 von Queens, der laut aktuellen Daten eine hohe Diversität und einen großen Anteil nicht-weißer Bevölkerung aufweist.

## Infrastruktur
Zu den bedeutenden Institutionen im Viertel zählt das Queens College, eine angesehene Hochschule. Der Stadtteil bietet zahlreiche Parks wie den nahegelegenen Cunningham Park, vielfältige Einkaufsmöglichkeiten und eine gute Anbindung an den öffentlichen Nahverkehr.